# Èunom de Locres
Èunom (grec antic: Εὔνομος, llatí: Eunomus) fou un músic i tocador de lira de Locres Epizefiris, a la Magna Grècia.
Va participar en els jocs pitis i va suplir amb enginy el trencament d'una corda del seu instrument. Estrabó diu que va veure una estàtua d'Èunom que li van aixecar a Locres.